# هنري هيوز
هنري هيوز (بالإنجليزية: Henry Maldwyn Hughes)‏ (و. 1875 – 1940 م) هو وزير، وعالم عقيدة، من المملكة المتحدة، توفي عن عمر يناهز 65 عاماً.